# Sara Cunial

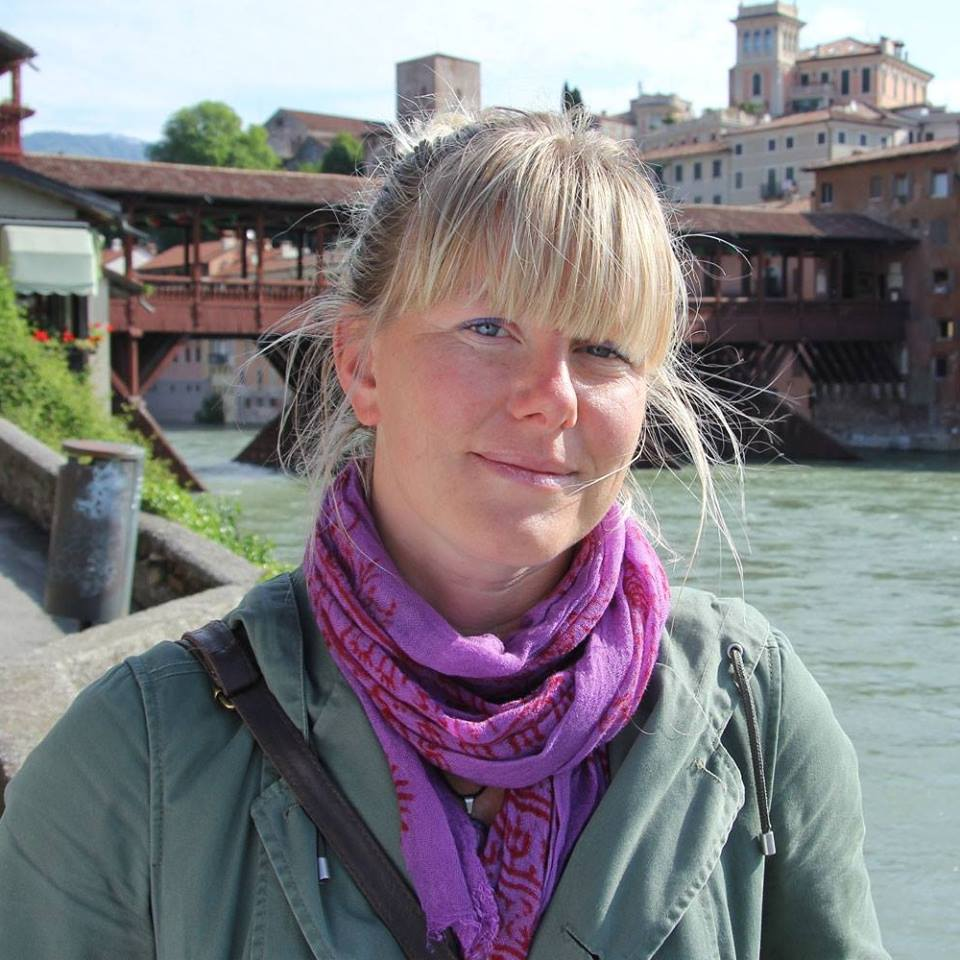
Sara Cunial an der Ponte Vecchio in Bassano del Grappa, 2018

Sara Cunial (* 8. Juli 1979 in Rom) ist eine italienische Politikerin.

## Werdegang
Cunial wurde in Rom in eine Familie mit venezianischem Hintergrund geboren. Sie erreichte einen akademischen Grad im Fach Chemie an der Universität Padua. Im Jahre 2018 wurde sie für den Wahlkreis „Veneto 2“ für die Fünf-Sterne-Bewegung in die Abgeordnetenkammer des italienischen Parlaments gewählt. Dort ist sie Mitglied des Agrarausschusses. 2019 geriet sie mit ihrer Partei in Konflikt, nachdem sie einen Bezug zwischen dem Sterben der Olivenbäume in Apulien und einer angeblich darin verwickelten „Agromafia“ herstellte. Dies führte zum Ausschluss aus der M5S. Im selben Jahr stellte sie im Parlament einen erfolglosen Antrag, wonach die zuständigen Behörden von Italien jegliche Experimente und Genehmigungen des neuen 5G-Netzes einstellen sollten. Cunial ist auch erklärte Impfgegnerin und forderte in einer Parlamentsrede am 14. Mai 2020 die italienische Justiz auf, ein Verfahren gegen Bill Gates wegen Verbrechen gegen die Menschlichkeit durch Impfkampagnen einzuleiten.